# Valdecasa
Valdecasa ist ein Ort und eine zentralspanische Gemeinde (municipio) mit 56 Einwohnern (Stand: 2024) in der Provinz Ávila in der Autonomen Region Kastilien-León. Neben dem namensgebenden Hauptort Valdecasa gehört die Ortschaft Pasarilla del Rebollar zur Gemeinde.

## Lage
Valdecasa befindet sich in den nördlichen Ausläufern der Sierra de Gredos gut 28 Kilometer westlich von Ávila in einer Höhe von 1365 m. Das Klima im Winter ist kühl, im Sommer dagegen trotz der Höhenlage durchaus warm; der Regen fällt – mit Ausnahme der nahezu regenlosen Sommermonate – verteilt übers ganze Jahr.

## Bevölkerungsentwicklung
| Jahr      | 1970 | 1981 | 1991 | 2001 | 2011 | 2021 |
| Einwohner | 236  | 150  | 137  | 104  | 70   | 60   |

## Sehenswürdigkeiten
- Marienkirche